# Abraham David Christian

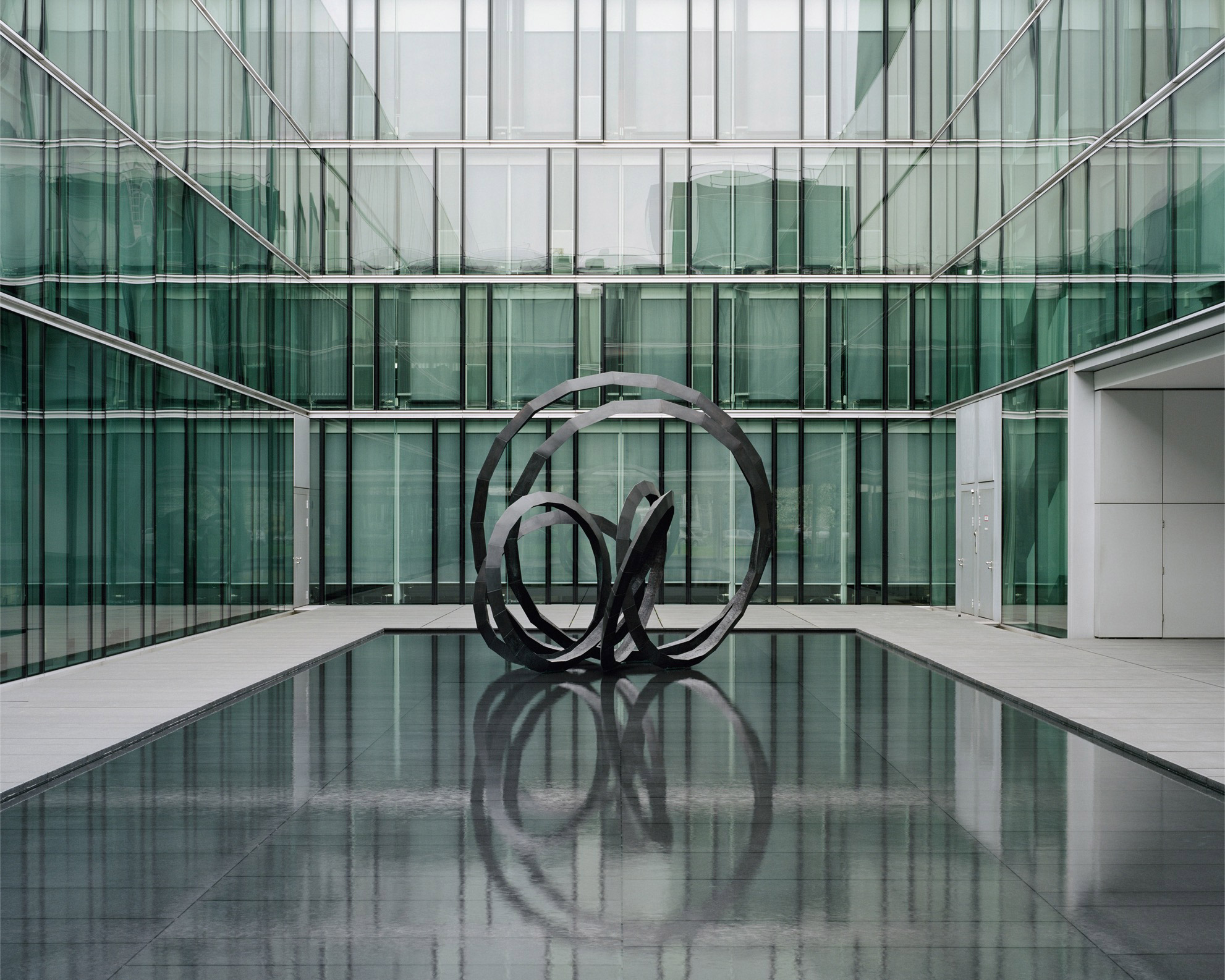
Abraham David Christian, Interconnected Sculpture, 2007, Brons, 389 x 410 x 340 cm, privécollectie

## Leven en werk
Christian begon zich in 1969 als kunstenaar te uiten. Hij maakte zijn eerste conceptuele kunst en creëerde sculpturen, maar weigerde zelf dit als kunst te bestempelen. Joseph Beuys zag de potentie van deze kunstenaar en nam hem als leerling op in zijn klas aan de Kunstakademie Düsseldorf.

## Documenta
In 1972 nam Christian, nog als student, deel aan documenta 5 in Kassel. Hij rebelleerde tegen Joseph Beuys en daagde hem uit tot een bokswedstrijd. De tweekamp vond plaats op de slotdag van documenta 5 in de expositieruimte van Ben Vautier in het Fridericianum. Beuys won de wedstrijd in drie ronden op punten.
In 1977 werd hij weer uitgenodigd voor deelname aan documenta 6, maar sloeg de uitnodiging af. Vijf jaar later nam hij de uitnodiging voor documenta 7 van 1982 wel aan. Na deze kunstmanifestatie onthield hij zich gedurende vijf jaar van openbare optredens.
Gedurende 1981 en 1982 creëerde Christian Der heilige Mensch, een uit twintig delen bestaande cyclus van sterk gereduceerde steles van gips. De eerste twee sculpturen uit deze cyclus toonde hij tijdens documenta 7. Later werkte Christian aan zeven sculpturen in zijn cyclus Türme der Stille. Hij maakte de ontwerpen in Hayama, vervaardigde de gipsmodellen in New York en liet de sculpturen ten slotte in Duitsland gieten. De Türme der Stille zijn trapvormig opgebouwd uit zes tot zeven hexaëders bekroond met een kegel- of druppelvorm. De Türme der Stille doen denken aan de ziggoerat of stoepa, twee oude architectuurvormen.
Christian werd in 1978 onderscheiden met de Villa-Romana-Preis voor een verblijf in Florence. Hij woont en werkt in Düsseldorf, New York, NY en Hayama (Kanagawa, Japan).

## Werken (selectie)
- 1981/82 Cyclus Der heilige Mensch 
  - Der heilige Mensch VI en Der heilige Mensch XII, Skulpturenmuseum Glaskasten in Marl
  - Der heilige Mensch I en II en Der heilige Mensch Ohne Titel, Lehmbruck-Museum in Duisburg
- 2002/04 Interconnected sculpture, Circusplein in Den Haag
- 2007/08 Cyclus Türme der Stille